# Nelvana
Nelvana – kanadyjskie przedsiębiorstwo branży rozrywkowej założone w 1971 przez Michaela Hirscha, Patricka Louberta i Clive'a A. Smitha. Znane jest przede wszystkim z produkcji filmów animowanych dla dzieci. Od września 2000 stanowi filię Corus Entertainment – firmy powstałej z wyodrębnienia z koncernu Shaw Communications.
Nazwa firmy nawiązuje do superbohatera z komiksu autorstwa Adriana Dingle, wydanego w 1940. Przedsiębiorstwo posiada charakterystyczne logo, którego głównym członem jest postać niedźwiedzia polarnego. Główna siedziba znajduje się w Toronto w Kanadzie. Nelvana posiada również międzynarodowe biura we Francji (Paryż), Irlandii (Shannon) oraz w Japonii (Tokio).
Większość filmów, przedstawień i show telewizyjnych wyprodukowanych przez przedsiębiorstwo bazuje na umowach licencyjnych, zawartych przede wszystkim z właścicielami praw autorskich do literatury dla dzieci. Nie oznacza to jednak, że firma nie tworzy oryginalnych programów, które bazują na pomysłach własnego autorstwa.
Znanymi filmami wyprodukowanymi przez firmę są m.in.: Witaj, Franklin, Kot Ik!, Pelswick, 6 w pracy, Polly Pocket, Rupert.